# Louise Richardson
Louise Richardson, née en 1958 à Tramore dans le comté de Waterford en Irlande, est une politologue irlandaise. Après avoir été Principal et Vice-chancellor de l'université de St Andrews, elle est désormais Vice-chancellor de l'université d'Oxford. Elle était auparavant employée à l'université Harvard où elle était doyenne adjointe du Radcliffe Institute for Advanded Study. Elle est aussi professeur honoraire à la School of International Relations et membre du Centre for the Study of Terrorism and Political Violence.

## Jeunesse
En février 1972, alors âgée de 14 ans, elle souhaite participer à la marche de protestation contre le Bloody Sunday, mais ses parents l'en empêchent.
Lorsqu'elle étudiait l'histoire au Trinity College de Dublin, elle fut approchée par l'organisation étudiante de l'IRA mais n'y entra pas. Elle passa son master à l'université de Californie, puis son doctorat à Harvard. Elle gagna le Summer Prize pour sa thèse.

## Carrière
De 1989 à 2001, elle enseigna la sécurité internationale à l'université Harvard. En 2006, elle publie What terrorists want, un essai sur la violence politique. Le 3 juin 2008, elle a été nommée à la tête de l'université de St Andrews, succédant à Brian Lang. Elle est la première femme et la première catholique à occuper cette place.
En janvier 2023, elle devient la 13e présidente de la Carnegie Corporation of New York (en) et la première femme à ce poste.

## Positions sur le terrorisme
Pour Richardson, les terroristes « se voient dans le rôle de David contre Goliath, comme des personnes nobles et altruistes qui visent leurs objectifs de façon rationnelle ». Elle considère que l'un des attraits des groupes terroristes est qu'ils « procurent le sentiment d'entrer dans une communauté culturelle forte ».

## Publications
- Louise Richardson, When Allies Differ: Anglo-American Relations in the Suez and Falkland Crises, 1996
- (en) Louise Richardson, What terrorists want: Understanding the enemy, containing the threat, Random House, 2006
- Louise Richardson et Robert Art, Democracy and Counterterrorism: Lessons from the Past, United States Institute of Peace, Washington DC, 2007